# هولتاون
هولتاون (به لاتین: Holetown) یک شهرک در باربادوس است که در پریش سنت جیمز واقع شده‌است.

## خصوصیات
هولتاون ۱٬۵۹۵ نفر جمعیت دارد.